# Josefine Johansen
Josefine Johansen, född 1862, död 1949, var en norsk modehandlare och kommunpolitiker. Hon satt i stadsfullmäktige i Fredrikstad 1902-1904. Hon var den första kvinnliga stadsfullmäktige i Fredrikstad tillsammans med Ingertha Johnsen, Natalia Bing och Cissy Mathiesen.